# 謝文翹
謝文翹（1853年—？），雲南昭通府恩安縣（今雲南省昭通縣）人，清朝政治人物、進士出身。
廩生出身。光緒元年，鄉試中舉；光緒六年，登進士，以部屬用籤分刑部。光緒十一年，任刑部候補主事、山東司主稿、廣東司主稿。光緒十七年，升任刑部廣西司主事。光緒二十二年，任刑部湖廣司員外郎。光緒二十三年，升任刑部江西司郎中。光緒二十四年，改貴州鎮遠府知府。光緒二十八年，署貴州思南府知府。光緒三十三年，任貴州貴陽府知府。宣統元年，革職。